# San Giorgio e il drago (Raffaello Parigi)
San Giorgio e il drago è un dipinto a olio su tavola (31×27 cm) di Raffaello Sanzio, databile al 1505 circa e conservato nel Museo del Louvre a Parigi.
Il dipinto è citato nel telefilm White Collar come opera rubata dal protagonista e poi restituita.

## Storia
L'opera si trova citata per la prima volta in un sonetto del Lomazzo assieme al San Michele e il drago nello stesso museo, il che ha fatto pensare che le due opere formassero una sorta di dittico, anche per le analogie nelle misure e nel soggetto. Sempre secondo il Lomazzo l'opera era stata ceduta da un milanese "avaro e ignorante" ad Ascanio Sforza, conte di Piacenza. Passata in seguito nelle collezioni del cardinale Mazzarino (almeno dal 1661), finì nelle raccolte reali di Luigi XIV, che sono poi confluite nel Louvre.

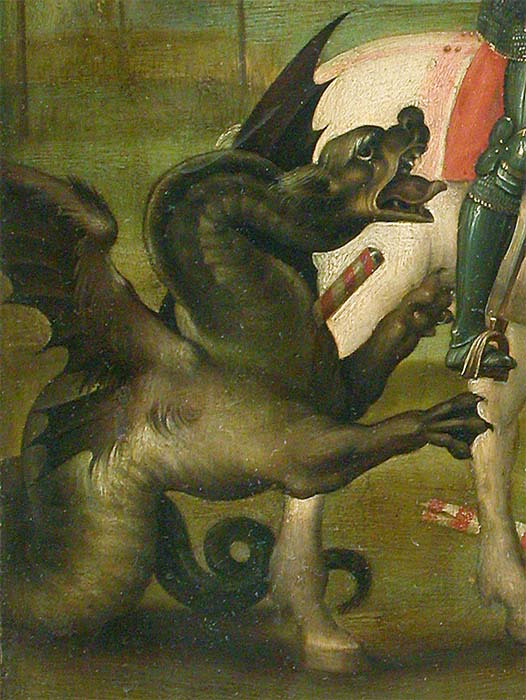
Dettaglio

L'opera, della quale si conserva uno studio preparatorio al Gabinetto dei Disegni e delle Stampe degli Uffizi, ha una storia che però si accavalla anche con quella di un'altra versione del dipinto, il San Giorgio della National Gallery di Washington, che tradizionalmente è riferito a un dono di Guidobaldo da Montefeltro per Enrico VII d'Inghilterra, come ringraziamento per essere stato insignito dell'Ordine della giarrettiera.
In un inventario dei beni di Enrico del 1542 infatti la descrizione non si adatta a nessuno dei due dipinti, mentre in uno del 1547 il San Giorgio viene descritto come "con la lancia spezzata e la spada in mano", proprio come la tavoletta a Parigi, mentre in quella di Washington il santo impugna la sola lancia intera. L'ipotesi, avanzata dalla Cartwright (1895) e ripresa da MacCurdy (1917), è però legata a un dipinto perduto, che scomparve dalla Chair House (lo studio del re a Westminster) prima del novembre 1550. Forse la tavoletta francese fu quindi una copia che Guidobaldo fece fare per sé, inviando l'altra tramite Baldassarre Castiglione nel luglio 1506.
La datazione dell'opera è stata piuttosto dibattuta tra gli studiosi, con oscillazioni tra il 1500 e il 1505. Quest'ultima data, già avanzata da Brizio e Camesasca, legherebbe il dipinto a un periodo trascorso a Urbino, dopo intervallando il soggiorno fiorentino avviato nel 1504. Nell'impetuoso disegno si è infatti letta l'influenza di Leonardo da Vinci, soprattutto nel cavallo.

## Descrizione e stile

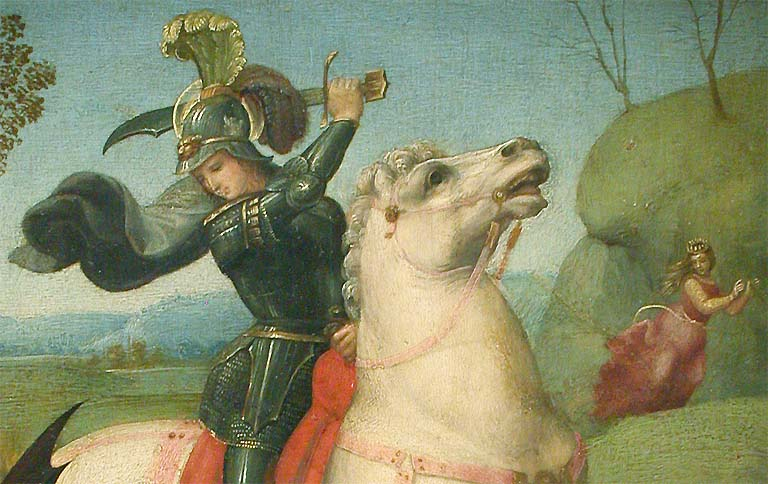
Dettaglio

In un dolce paesaggio dal sapore tipicamente umbro, fatto di colline e alberelli fronzuti, san Giorgio a cavallo sta per finire il drago con un colpo di spada, che ha già sollevato con la mano destra, mentre la lancia giace ormai spezzata a terra e nel petto del mostro. Il santo indossa una lucente armatura e un elmo con alto cimiero, mentre il mantello è gonfiato dal vento, esaltando il dinamismo della scena. A destra la principessa fugge impaurita, voltandosi per un ultimo sguardo.
Tutta la scena è efficacemente impostata lungo la diagonale, con precise rispondenze ritmiche tra l'estremo gesto offensivo del drago, l'impennata del cavallo e la stessa fuga della principessa. Tale stratagemma aiuta l'osservatore a comprendere con un colpo d'occhio l'intera narrazione, nonché a facilitare la scansione dei piani in profondità.
Equilibrato è il rapporto tra pathos, visione e movimento, ma si percepisce anche un elegante distacco, quasi aristocratico, nel volto imperturbabile di san Giorgio.

## Galleria d'immagini

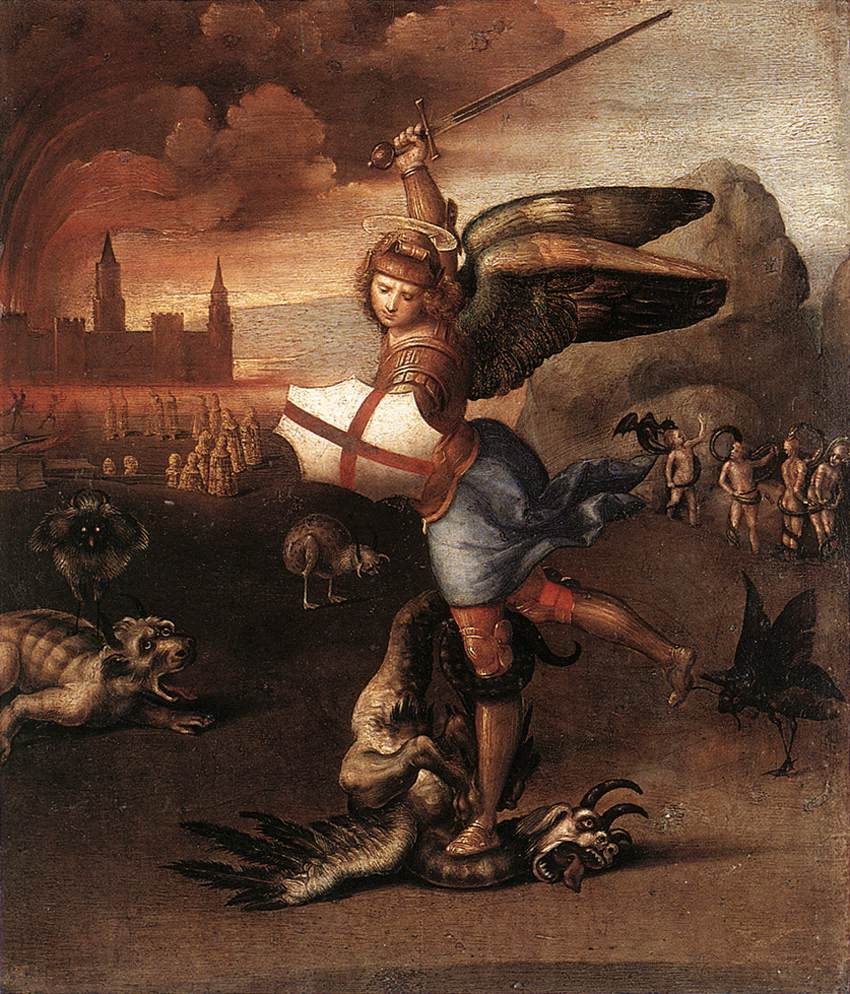
San Michele e il drago
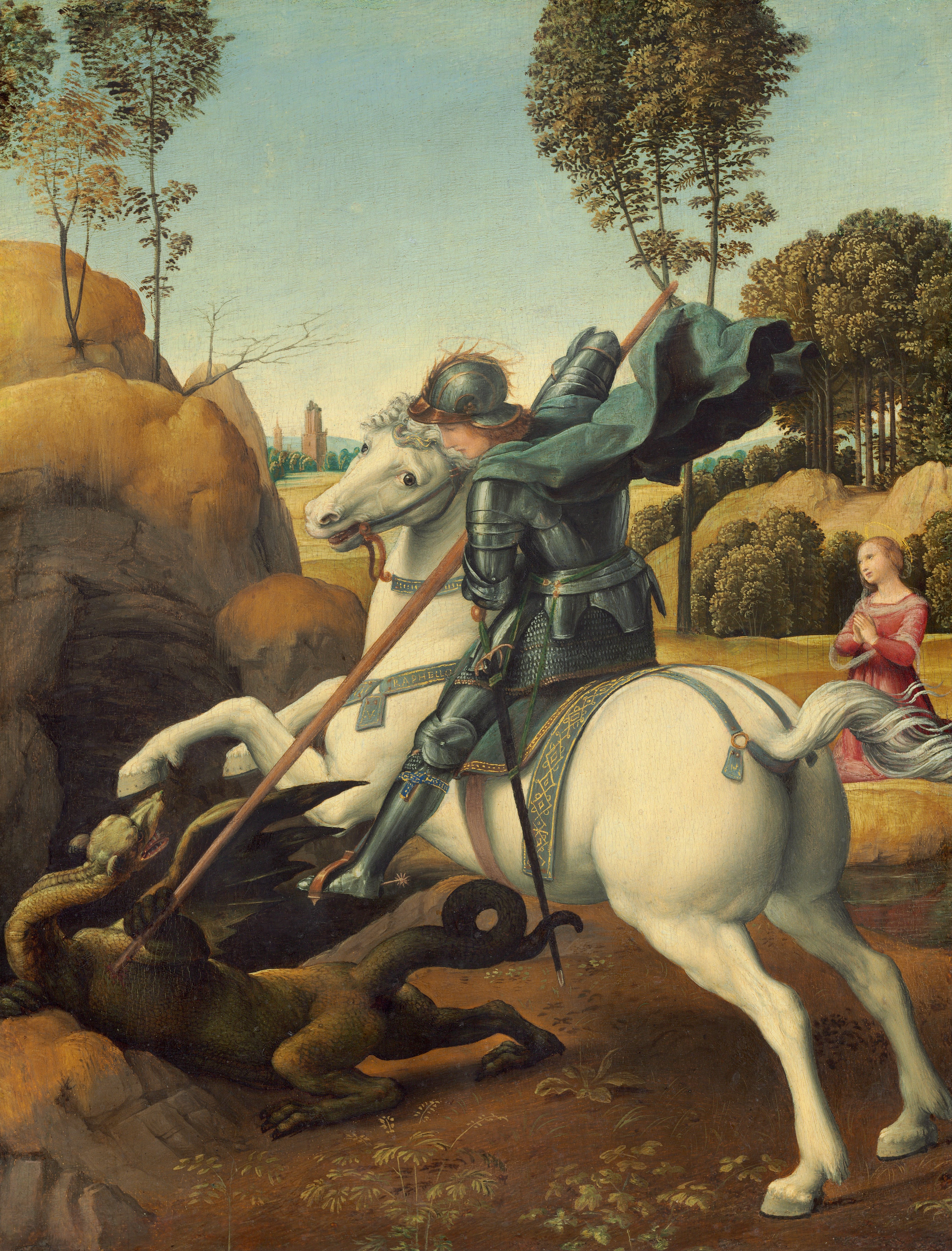
San Giorgio e il drago (Raffaello Washington)
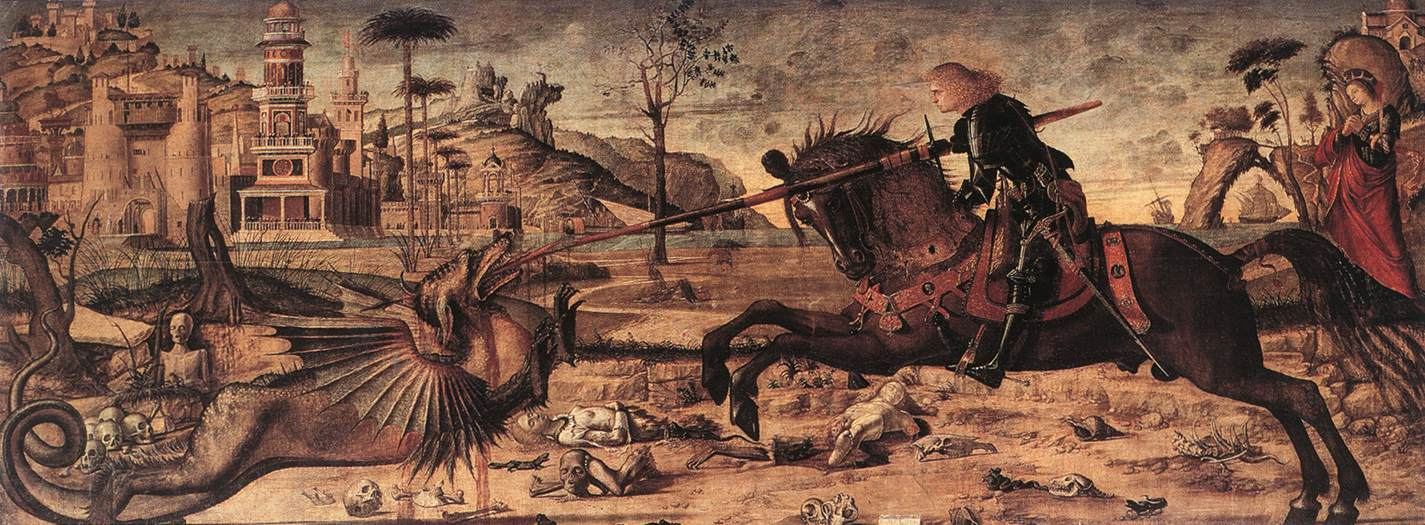
San Giorgio e il drago (Carpaccio)
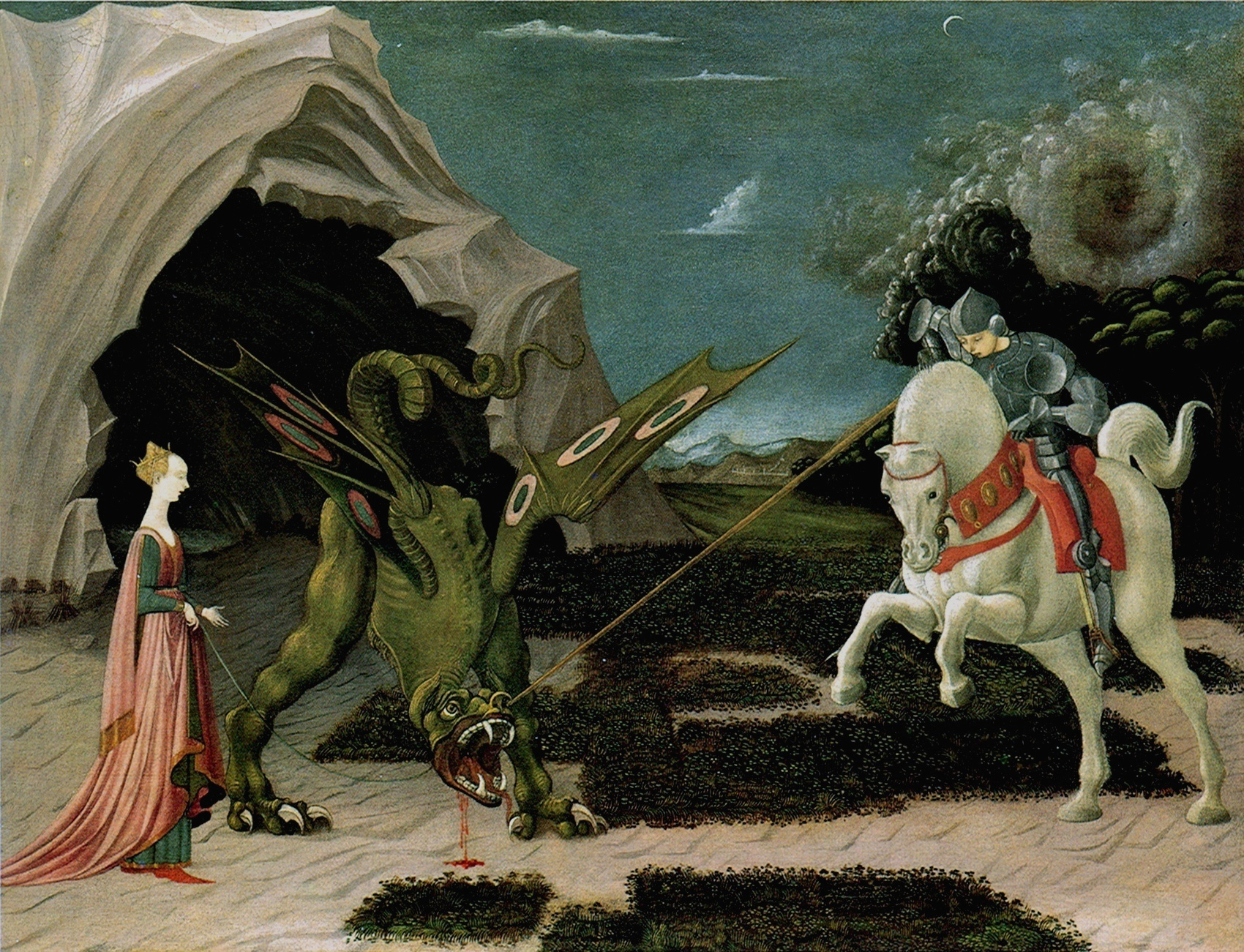
San Giorgio e il drago (Paolo Uccello)